# 西蘇
西蘇（芬蘭語：Sisu）是芬兰人的一種精神，是指坚忍的决心、不輕易放棄的目标、勇敢、坚韧。1940年1月8日，時代雜誌首次將sisu 這個詞引入到英文。 。